# Cinnamomum hartmannii
Cinnamomum hartmannii là loài thực vật có hoa trong họ Nguyệt quế. Loài này được (I.M.Johnst.) Kosterm. miêu tả khoa học đầu tiên năm 1988.